# 圣埃米利永
圣埃米利永（法語：Saint-Émilion，法語發音：[sɛ̃.t‿emiljɔ̃]），又称圣埃美隆、圣爱美隆，是法国吉伦特省的一个市镇，属于利布尔讷区。圣埃米利永所产的红酒是法国波尔多右岸（Rive Droite）红酒的代表。

## 地理
圣埃米利永（44°53'39.6"N, 0°9'20.6"W）面积27.02 平方千米，位于法国新阿基坦大区吉倫特省，该省份为法国西南部沿海省份，是法國本土面积最大的省，北起滨海夏朗德省，西临大西洋，南至朗德省，东南接洛特-加龍省，东临多爾多涅省。
与圣埃米利永接壤的市镇（或旧市镇、城区）包括：利布爾訥、蒙塔涅、穆隆、内阿克、波姆罗勒、圣克里斯托夫-德巴尔德、圣洛朗德孔布、圣叙尔皮斯-德法莱朗、维尼奥内。
圣埃米利永的时区为UTC+01:00、UTC+02:00（夏令时）。

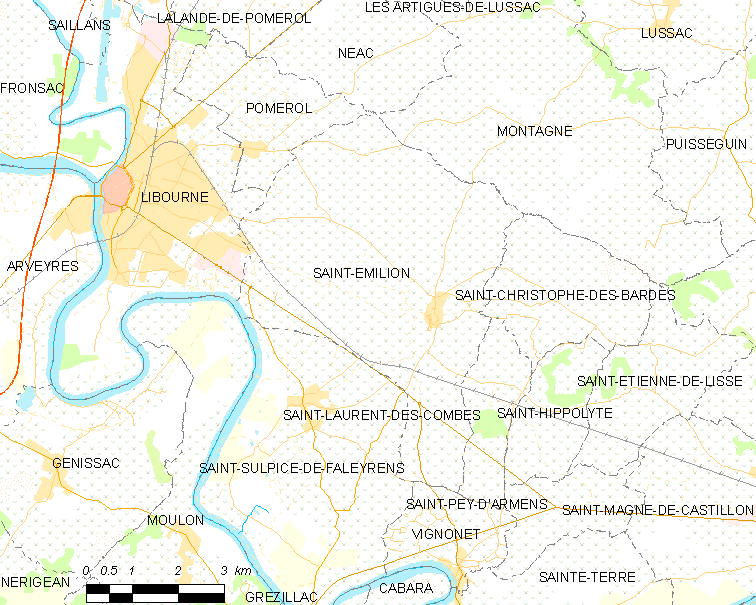
圣埃米利永的OSM定位图

## 行政
圣埃米利永的邮政编码为33330，INSEE市镇编码为33394。

## 政治
圣埃米利永所属的省级选区为多尔多涅山丘县。

## 人口

1962-2008年间圣埃米利永人口变化图示

圣埃米利永于2022年1月1日时的人口数量为1689人。